# 孙王后
孫王后（?—?），北燕天王文成帝冯跋的天王后。正始三年（409年）十月十三，北燕天王惠懿帝高云死后，冯跋夺取了王位，自称天王。十六国时代，有许多自称天王的君主，事实上是皇帝的规格，他们将自己的妻子封为皇后。而冯跋只封孙氏为王后（或皇后）。孙氏有可能是乐浪公主的母亲，太平二十二年（430年）九月，在冯跋去世时他最宠爱的妃子是宋夫人，而史书没有提到孙王后。